# Néstor Isasi
Néstor Isasi (Encarnación, 9 aprile 1972) è un ex calciatore paraguaiano, di ruolo difensore.

## Palmarès

### Club

#### Competizioni internazionali
- Coppa Libertadores: 1

Olimpia: 2002
- Recopa Sudamericana: 1

Olimpia: 2003